# Donjon de Day
Le donjon de Day, ou tour de Day, est un donjon situé à Neuville-Day, en France. C'est un exemple intéressant de donjon sur motte. Souterrain, trésors, demoiselles emprisonnées, etc., plusieurs légendes sont attachées au château dont ce donjon est le vestige pittoresque.

## Description

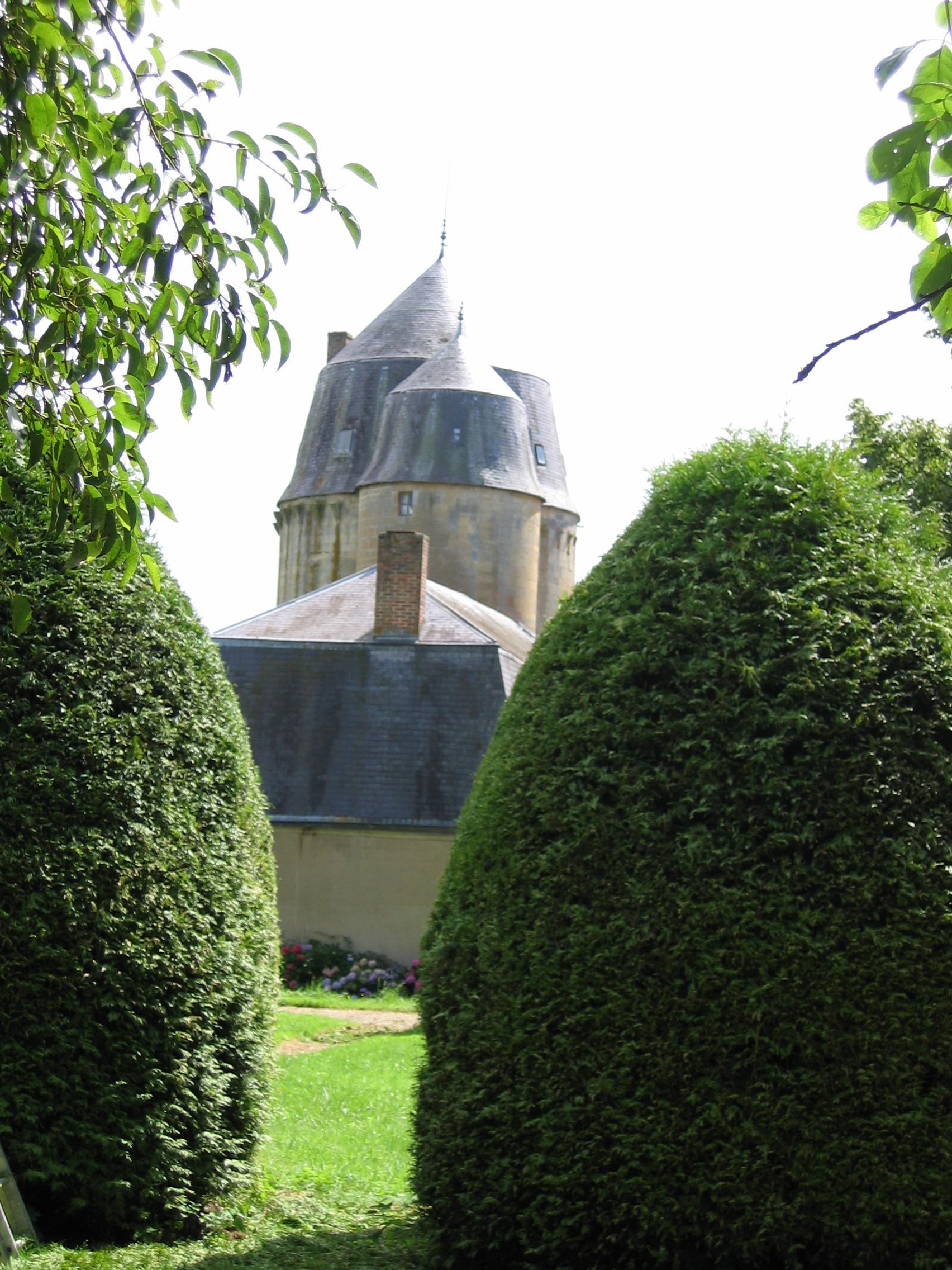
Vue de plain-pied - Petite tourelle et donjon

Le donjon est flanqué d'une deuxième tourelle, abritant un escalier à vis. Un bâtiment plus classique avec un toit à la Mansart est lui-même accolé à cette deuxième tourelle.
Curieusement chapeautées de toitures-cloches, les tours ont un air bonne-femme.
Le donjon possède trois étages, avec à chaque étage une salle ronde :
- Une salle basse au rez-de-chaussée,
- Une salle des gardes au premier étage, couverte d'une belle voûte sur croisée d'ogives à sept nervures, et ornée d'une grande cheminée, dont les pieds-droits en formes de colonnes supportent un manteau aux armes Bohan-Ligneville.
- Une salle de même dimension à l'étage supérieur, sous la charpente.

Des canonnières et des meurtrières sont aménagées dans les murs.

## Localisation
Cette tour est située dans le hameau de Day, rattaché à la commune de Neuville-Day, dans le département français des Ardennes. Elle surplombe cette commune, figure de proue au sommet d'un coteau. 
La route qui vient de Neuville semble tourner autour, c'est de cette route qu'il faut l'admirer.

## Historique
La tradition veut que cette demeure fortifiée ait été construite à partir de l'an 1243, par Sigebaud, seigneur de Day, compagnon d'armes du roi Saint-Louis lors de sa première croisade.
Le 25 décembre 1390, un ouragan endommage le château.
Les Bohan héritent du château vers 1430, le remettent en état et le conservent durant deux siècles. Les armes qui figurent sur la cheminée du second étage du donjon sont celles de Gobert de Bohan et Isabeau de Ligneville, mariés en 1498.
Au XVIIe siècle, la seigneurie devient la propriété du maréchal de Schulemberg. Un passage souterrain permettrait de communiquer entre ce château et celui du maréchal de France, à Mont-de-Jeux. Un départ voûté a été trouvé, qui ne prouve pas grand chose. Le maréchal de Schulemberg la transmet à Marie d'Estoquoy. Le château devient ensuite la propriété des comtes d'Ancelet. Il subit un incendie au XVIIIe siècle qui détruit une bonne partie des bâtiments. Le vicomte d'Ancelet le vend en 1828 à la famille Guilly. Quarante ans plus tard, il est revendu à Jean-Baptiste Capitaine, aubergiste à Vaux-Montreuil, et devient la propriété quelques années plus tard de Louis Gilles, son gendre.
Le docteur Camille Gilles, fils du précédent et médecin de Rosa Bonheur, y aménage. 
Sa veuve Mathilde procède à sa mort à des fouilles désordonnées, à la recherche, on ne sait trop pourquoi, d'un trésor. 
Les vestiges du château sont restaurés par M. Fabrega, propriétaire depuis 1984. L'édifice est inscrit au titre des monuments historiques en 1987. C'est une propriété privée qui ne se visite pas.

## Légendes
Outre le trésor et le passage souterrain, déjà cités, deux autres légendes sont liées à ce donjon.
Selon la première, Fodebert, seigneur du lieu, y emprisonna sa nièce Régina, dans un cachot sous la petite tour, tandis que son fiancé, Ingebrand, était en croisade. Le fourbe Fodebert proposa à Régina d'épouser son fils, sans succès. À son retour de Terre sainte, Ingebrand provoqua en combat le cruel Fodebert, qui fut battu, libéra Régina sa bien-aimée, et fit périr son adversaire dans d'horribles supplices. L'âme de Fodebert, depuis, errerait la nuit au sommet de la tourelle.
La seconde légende raconte que Bucelin, seigneur de Day, fou de jalousie, construisit le donjon pour y enfermer son épouse. Il la soupçonnait en effet d'aimer un seigneur voisin. Elle y mourut sept ans après, selon les uns, trente ans après, selon les autres. Cette légende semble en fait s'inspirer d'un fait divers du pays : en 1579, François de Wignacourt, seigneur de Montgon, avait assassiné sa femme Nicole de Villers par jalousie. Une plaque dans l'église de Montgon en témoigne encore. La seigneurie de Montgon, comme celle de Neuville-Day, appartenait aux Bohan.